# Franciszek Szyszka (oficer)
Franciszek Szyszka (ur. 30 listopada 1884 w Donatowie, zm. 4 kwietnia 1940 w Częstochowie) – podpułkownik piechoty Wojska Polskiego, kawaler Orderu Virtuti Militari.

## Życiorys
Urodził się 30 listopada 1884 w Donatowie, pow. kościańskim, w rodzinie Stanisława i Zofii ze Stachowiaków. W styczniu 1919 roku był dowódcą pododcinka Boguszyn w składzie Grupy Leszno, która 6 marca została przekształcona w 6 pułk Strzelców Wielkopolskich, późniejszy 60 pułk piechoty wielkopolskiej. 23 maja 1919 roku został formalnie przyjęty do Sił Zbrojnych Polskich w byłym zaborze pruskim z byłej armii niemieckiej i mianowany porucznikiem ze starszeństwem z dniem 1 sierpnia 1917 roku. 3 czerwca 1919 roku nadano mu starszeństwo w stopniu porucznika z dniem 1 października 1915 roku. 6 czerwca 1919 roku został awansowany na kapitana ze starszeństwem z dniem 1 marca 1919 roku. Od 18 do 31 lipca 1920 roku pełnił obowiązki dowódcy pułku w zastępstwie chorego majora Bernarda Śliwińskiego. W czasie walk odwrotowych pułku został ranny . 15 lipca 1920 roku został zatwierdzony z dniem 1 kwietnia 1920 roku w stopniu majora, w piechocie, w grupie oficerów byłej armii niemieckiej.
1 czerwca 1921 roku nadal pełnił służbę w 60 pułku piechoty. 3 maja 1922 roku został zweryfikowany w stopniu majora ze starszeństwem z dniem 1 czerwca 1919 roku i 419. lokatą w korpusie oficerów piechoty, a jego oddziałem macierzystym był wciąż 60 pułk piechoty. 10 lipca 1922 roku został zatwierdzony na stanowisku dowódcy batalionu. W latach 1923–1924 był dowódcą III batalionu, a w 1925 roku kwatermistrzem puku. 5 maja 1927 roku został przeniesiony do 39 pułku piechoty Strzelców Lwowskich w Jarosławiu na stanowisko zastępcy dowódcy pułku. Z dniem 30 listopada 1932 roku został przeniesiony w stan spoczynku.
W 1934 roku pozostawał w ewidencji Powiatowej Komendy Uzupełnień Bydgoszcz Miasto. Posiadał przydział do Oficerskiej Kadry Okręgowej Nr VIII. Był wówczas „przewidziany do użycia w czasie wojny”.
W 1937 roku był ławnikiem w Zarządzie Głównym i I wiceprezesem Zarządu Okręgowego Związku Powstańców Wielkopolskich .

## Ordery i odznaczenia
- Krzyż Srebrny Orderu Wojskowego Virtuti Militari[21]
- Krzyż Niepodległości (9 listopada 1932)[22]
- Krzyż Walecznych
- Złoty Krzyż Zasługi (10 listopada 1928)[23]
- Medal Pamiątkowy za Wojnę 1918–1921
- Medal Dziesięciolecia Odzyskanej Niepodległości